# Seznam olympijských medailistů v běhu na lyžích
Zimní olympijské hry mají běh na lyžích v programu již od prvních Zimních olympijských her 1924. Ženy startovaly v běhu na lyžích poprvé na Zimních olympijských hrách 1952. V současné době se na zimních olympijských hrách závodí v těchto disciplínách: muži: běh na 15 km, běh na 50 km, štafeta 4 x 10 km, skiatlon, sprint jednotlivci, sprint dvojice; ženy: běh na 10 km, běh na 30 km, štafeta 4 x 5 km, skiatlon, sprint jednotlivkyně, sprint dvojice.

## Muži

### Běh na 18 a 15 km
| Rok                                                            | Zlato                                     | Stříbro                                 | Bronz                                             |
| -------------------------------------------------------------- | ----------------------------------------- | --------------------------------------- | ------------------------------------------------- |
| 18 kilometrů                                                   |                                           |                                         |                                                   |
| ZOH 1924 Chamonix                                              | Thorleif Haug · Norsko (NOR)              | Johan Grøttumsbråten · Norsko (NOR)     | Tapani Niku · Finsko (FIN)                        |
| ZOH 1928 Svatý Mořic                                           | Johan Grøttumsbråten · Norsko (NOR)       | Ole Hegge · Norsko (NOR)                | Reidar Ødegaard · Norsko (NOR)                    |
| ZOH 1932 Lake Placid                                           | Sven Utterström · Švédsko (SWE)           | Axel Wikström · Švédsko (SWE)           | Veli Saarinen · Finsko (FIN)                      |
| ZOH 1936 Garmisch-Partenkirchen                                | Erik August Larsson · Švédsko (SWE)       | Oddbjørn Hagen · Norsko (NOR)           | Pekka Niemi · Finsko (FIN)                        |
| ZOH 1948 Svatý Mořic                                           | Martin Lundström · Švédsko (SWE)          | Nils Östensson · Švédsko (SWE)          | Gunnar Eriksson · Švédsko (SWE)                   |
| ZOH 1952 Oslo                                                  | Hallgeir Brenden · Norsko (NOR)           | Tapio Mäkelä · Finsko (FIN)             | Paavo Lonkila · Finsko (FIN)                      |
| 15 kilometrů                                                   |                                           |                                         |                                                   |
| ZOH 1956 Cortina d'Ampezzo                                     | Hallgeir Brenden · Norsko (NOR)           | Sixten Jernberg · Švédsko (SWE)         | Pavel Kolčin · Sovětský svaz (URS)                |
| ZOH 1960 Squaw Valley                                          | Håkon Brusveen · Norsko (NOR)             | Sixten Jernberg · Švédsko (SWE)         | Veikko Hakulinen · Finsko (FIN)                   |
| ZOH 1964 Innsbruck                                             | Eero Mäntyranta · Finsko (FIN)            | Harald Grønningen · Norsko (NOR)        | Sixten Jernberg · Švédsko (SWE)                   |
| ZOH 1968 Grenoble                                              | Harald Grønningen · Norsko (NOR)          | Eero Mäntyranta · Finsko (FIN)          | Gunnar Larsson · Švédsko (SWE)                    |
| ZOH 1972 Sapporo                                               | Sven-Åke Lundbäck · Švédsko (SWE)         | Fjodor Simašev · Sovětský svaz (URS)    | Ivar Formo · Norsko (NOR)                         |
| ZOH 1976 Innsbruck                                             | Nikolaj Bažukov · Sovětský svaz (URS)     | Jevgenij Beljajev · Sovětský svaz (URS) | Arto Koivisto · Finsko (FIN)                      |
| ZOH 1980 Lake Placid                                           | Thomas Wassberg · Švédsko (SWE)           | Juha Mieto · Finsko (FIN)               | Ove Aunli · Norsko (NOR)                          |
| ZOH 1984 Sarajevo                                              | Gunde Svan · Švédsko (SWE)                | Aki Karvonen · Finsko (FIN)             | Harri Kirvesniemi · Finsko (FIN)                  |
| ZOH 1988 Calgary                                               | Michail Devjaťjarov · Sovětský svaz (URS) | Pål Gunnar Mikkelsplass · Norsko (NOR)  | Vladimir Smirnov · Sovětský svaz (URS)            |
| V letech 1992 až 1998 nezařazeno do programu olympijských her. |                                           |                                         |                                                   |
| ZOH 2002 Salt Lake City                                        | Andrus Veerpalu · Estonsko (EST)          | Frode Estil · Norsko (NOR)              | Jaak Mae · Estonsko (EST)                         |
| ZOH 2006 Turín                                                 | Andrus Veerpalu · Estonsko (EST)          | Lukáš Bauer · Česko (CZE)               | Tobias Angerer · Německo (GER)                    |
| ZOH 2010 Vancouver                                             | Dario Cologna · Švýcarsko (SUI)           | Pietro Piller Cottrer · Itálie (ITA)    | Lukáš Bauer · Česko (CZE)                         |
| ZOH 2014 Soči                                                  | Dario Cologna · Švýcarsko (SUI)           | Johan Olsson · Švédsko (SWE)            | Daniel Richardsson · Švédsko (SWE)                |
| ZOH 2018 Pchjongčchang                                         | Dario Cologna · Švýcarsko (SUI)           | Simen Hegstad Krüger · Norsko (NOR)     | Denis Spicov · Olympijští sportovci z Ruska (OAR) |
| ZOH 2022 Peking                                                | Iivo Niskanen · Finsko (FIN)              | Alexandr Bolšunov · Sportovci ROV (ROC) | Johannes Høsflot Klæbo · Norsko (NOR)             |

### Běh na 50 km
| Rok                             | Zlato                                   | Stříbro                                                    | Bronz                                              |
| ------------------------------- | --------------------------------------- | ---------------------------------------------------------- | -------------------------------------------------- |
| ZOH 1924 Chamonix               | Thorleif Haug · Norsko (NOR)            | Thoralf Strømstad · Norsko (NOR)                           | Johan Grøttumsbråten · Norsko (NOR)                |
| ZOH 1928 Svatý Mořic            | Per-Erik Hedlund · Švédsko (SWE)        | Gustaf Jonsson · Švédsko (SWE)                             | Volger Andersson · Švédsko (SWE)                   |
| ZOH 1932 Lake Placid            | Veli Saarinen · Finsko (FIN)            | Väinö Liikkanen · Finsko (FIN)                             | Arne Rustadstuen · Norsko (NOR)                    |
| ZOH 1936 Garmisch-Partenkirchen | Elis Wiklund · Švédsko (SWE)            | Axel Wikström · Švédsko (SWE)                              | Nils-Joel Englund · Švédsko (SWE)                  |
| ZOH 1948 Svatý Mořic            | Nils Karlsson · Švédsko (SWE)           | Harald Eriksson · Švédsko (SWE)                            | Benjamin Vanninen · Finsko (FIN)                   |
| ZOH 1952 Oslo                   | Veikko Hakulinen · Finsko (FIN)         | Eero Kolehmainen · Finsko (FIN)                            | Magnar Estenstad · Norsko (NOR)                    |
| ZOH 1956 Cortina d'Ampezzo      | Sixten Jernberg · Švédsko (SWE)         | Veikko Hakulinen · Finsko (FIN)                            | Fjodor Těrenťjev · Sovětský svaz (URS)             |
| ZOH 1960 Squaw Valley           | Kalevi Hämäläinen · Finsko (FIN)        | Veikko Hakulinen · Finsko (FIN)                            | Rolf Rämgård · Švédsko (SWE)                       |
| ZOH 1964 Innsbruck              | Sixten Jernberg · Švédsko (SWE)         | Assar Rönnlund · Švédsko (SWE)                             | Arto Tiainen · Finsko (FIN)                        |
| ZOH 1968 Grenoble               | Ole Ellefsæter · Norsko (NOR)           | Vjačeslav Vedenin · Sovětský svaz (URS)                    | Josef Haas · Švýcarsko (SUI)                       |
| ZOH 1972 Sapporo                | Pål Tyldum · Norsko (NOR)               | Magne Myrmo · Norsko (NOR)                                 | Vjačeslav Vedenin · Sovětský svaz (URS)            |
| ZOH 1976 Innsbruck              | Ivar Formo · Norsko (NOR)               | Gert-Dietmar Klause · Německá demokratická republika (GDR) | Benny Södergren · Švédsko (SWE)                    |
| ZOH 1980 Lake Placid            | Nikolaj Zimjatov · Sovětský svaz (URS)  | Juha Mieto · Finsko (FIN)                                  | Alexandr Zavjalov · Sovětský svaz (URS)            |
| ZOH 1984 Sarajevo               | Thomas Wassberg · Švédsko (SWE)         | Gunde Svan · Švédsko (SWE)                                 | Aki Karvonen · Finsko (FIN)                        |
| ZOH 1988 Calgary                | Gunde Svan · Švédsko (SWE)              | Maurilio De Zolt · Itálie (ITA)                            | Andy Grünenfelder · Švýcarsko (SUI)                |
| ZOH 1992 Albertville            | Bjørn Dæhlie · Norsko (NOR)             | Maurilio De Zolt · Itálie (ITA)                            | Giorgio Vanzetta · Itálie (ITA)                    |
| ZOH 1994 Lillehammer            | Vladimir Smirnov · Kazachstán (KAZ)     | Mika Myllylä · Finsko (FIN)                                | Sture Sivertsen · Norsko (NOR)                     |
| ZOH 1998 Nagano                 | Bjørn Dæhlie · Norsko (NOR)             | Niklas Jonsson · Švédsko (SWE)                             | Christian Hoffmann · Rakousko (AUT)                |
| ZOH 2002 Salt Lake City         | Michail Ivanov · Rusko (RUS)            | Andrus Veerpalu · Estonsko (EST)                           | Odd-Bjørn Hjelmeset · Norsko (NOR)                 |
| ZOH 2006 Turín                  | Giorgio Di Centa · Itálie (ITA)         | Jevgenij Dementěv · Rusko (RUS)                            | Michail Botvinov · Rakousko (AUT)                  |
| ZOH 2010 Vancouver              | Petter Northug · Norsko (NOR)           | Axel Teichmann · Německo (GER)                             | Johan Olsson · Švédsko (SWE)                       |
| ZOH 2014 Soči                   | Alexandr Legkov · Rusko (RUS)           | Maxim Vylegžanin · Rusko (RUS)                             | Ilja Černousov · Rusko (RUS)                       |
| ZOH 2018 Pchjongčchang          | Iivo Niskanen · Finsko (FIN)            | Alexandr Bolšunov · Olympijští sportovci z Ruska (OAR)     | Andrej Larkov · Olympijští sportovci z Ruska (OAR) |
| ZOH 2022 Peking                 | Alexandr Bolšunov · Sportovci ROV (ROC) | Ivan Jakimuškin · Sportovci ROV (ROC)                      | Simen Hegstad Krüger · Norsko (NOR)                |

Poznámky
1. ↑  Závod byl zkrácen z původních 50 km na 30 km.

### Štafeta 4 x 10 km
| Rok                             | Zlato                                                                                                  | Stříbro                                                                                                  | Bronz                                                                                             |
| ------------------------------- | --- | --- | ------------------------------------------------------------------------------------------------- |
| ZOH 1936 Garmisch-Partenkirchen | Finsko (FIN) · Sulo Nurmela · Klaes Karppinen · Matti Lähde · Kalle Jalkanen                           | Norsko (NOR) · Oddbjørn Hagen · Olaf Hoffsbakken · Sverre Brodahl · Bjarne Iversen                       | Švédsko (SWE) · John Berger · Erik August Larsson · Arthur Häggblad · Martin Matsbo               |
| ZOH 1948 Svatý Mořic            | Švédsko (SWE) · Nils Östensson · Nils Täpp · Gunnar Eriksson · Martin Lundström                        | Finsko (FIN) · Lauri Silvennoinen · Teuvo Laukkanen · Sauli Rytky · August Kiuru                         | Norsko (NOR) · Erling Evensen · Olav Økern · Reidar Nyborg · Olav Hagen                           |
| ZOH 1952 Oslo                   | Finsko (FIN) · Heikki Hasu · Paavo Lonkila · Urpo Korhonen · Tapio Mäkelä                              | Norsko (NOR) · Magnar Estenstad · Mikal Kirkholt · Martin Stokken · Hallgeir Brenden                     | Švédsko (SWE) · Nils Täpp · Sigurd Andersson · Enar Josefsson · Martin Lundström                  |
| ZOH 1956 Cortina d'Ampezzo      | Sovětský svaz (URS) · Fjodor Těrenťjev · Pavel Kolčin · Nikolaj Anikin · Vladimir Kuzin                | Finsko (FIN) · August Kiuru · Jorma Kortelainen · Arvo Viitanen · Veikko Hakulinen                       | Švédsko (SWE) · Lennart Larsson · Gunnar Samuelsson · Per-Erik Larsson · Sixten Jernberg          |
| ZOH 1960 Squaw Valley           | Finsko (FIN) · Toimi Alatalo · Eero Mäntyranta · Väinö Huhtala · Veikko Hakulinen                      | Norsko (NOR) · Harald Grønningen · Hallgeir Brenden · Einar Østby · Håkon Brusveen                       | Sovětský svaz (URS) · Anatolij Šeljuchin · Gennadij Vaganov · Alexej Kuzněcov · Nikolaj Anikin    |
| ZOH 1964 Innsbruck              | Švédsko (SWE) · Karl-Åke Asph · Sixten Jernberg · Janne Stefansson · Assar Rönnlund                    | Finsko (FIN) · Väinö Huhtala · Arto Tiainen · Kalevi Laurila · Eero Mäntyranta                           | Sovětský svaz (URS) · Ivan Utrobin · Gennadij Vaganov · Igor Vorončichin · Pavel Kolčin           |
| ZOH 1968 Grenoble               | Norsko (NOR) · Odd Martinsen · Pål Tyldum · Harald Grønningen · Ole Ellefsæter                         | Švédsko (SWE) · Jan Halvarsson · Bjarne Andersson · Gunnar Larsson · Assar Rönnlund                      | Finsko (FIN) · Kalevi Oikarainen · Hannu Taipale · Kalevi Laurila · Eero Mäntyranta               |
| ZOH 1972 Sapporo                | Sovětský svaz (URS) · Vladimir Voronkov · Jurij Skobov · Fjodor Simašev · Vjačeslav Vedenin            | Norsko (NOR) · Oddvar Brå · Pål Tyldum · Ivar Formo · Johs Harviken                                      | Švýcarsko (SUI) · Alfred Kälin · Albert Giger · Alois Kälin · Eduard Hauser                       |
| ZOH 1976 Innsbruck              | Finsko (FIN) · Matti Pitkänen · Juha Mieto · Pertti Teurajärvi · Arto Koivisto                         | Norsko (NOR) · Pål Tyldum · Einar Sagstuen · Ivar Formo · Odd Martinsen                                  | Sovětský svaz (URS) · Jevgenij Beljajev · Nikolaj Bažukov · Sergej Saveljev · Ivan Garanin        |
| ZOH 1980 Lake Placid            | Sovětský svaz (URS) · Vasilij Ročev · Nikolaj Bažukov · Jevgenij Beljajev · Nikolaj Zimjatov           | Norsko (NOR) · Lars-Erik Eriksen · Per Knut Aaland · Ove Aunli · Oddvar Brå                              | Finsko (FIN) · Harri Kirvesniemi · Pertti Teurajärvi · Matti Pitkänen · Juha Mieto                |
| ZOH 1984 Sarajevo               | Švédsko (SWE) · Thomas Wassberg · Benny Kohlberg · Jan Ottosson · Gunde Svan                           | Sovětský svaz (URS) · Oleksándr Batjuk · Alexandr Zavjalov · Vladimir Nikitin · Nikolaj Zimjatov         | Finsko (FIN) · Kari Ristanen · Juha Mieto · Harri Kirvesniemi · Aki Karvonen                      |
| ZOH 1988 Calgary                | Švédsko (SWE) · Jan Ottosson · Thomas Wassberg · Gunde Svan · Torgny Mogren                            | Sovětský svaz (URS) · Vladimir Smirnov · Vladimir Sachnov · Michail Devjaťjarov · Alexej Prokurorov      | Československo (TCH) · Radim Nyč · Václav Korunka · Pavel Benc · Ladislav Švanda                  |
| ZOH 1992 Albertville            | Norsko (NOR) · Terje Langli · Vegard Ulvang · Kristen Skjeldal · Bjørn Dæhlie                          | Itálie (ITA) · Giuseppe Pulie · Marco Albarello · Giorgio Vanzetta · Silvio Fauner                       | Finsko (FIN) · Mika Kuusisto · Harri Kirvesniemi · Jari Räsänen · Jari Isometsä                   |
| ZOH 1994 Lillehammer            | Itálie (ITA) · Maurilio De Zolt · Marco Albarello · Giorgio Vanzetta · Silvio Fauner                   | Norsko (NOR) · Sture Sivertsen · Vegard Ulvang · Thomas Alsgaard · Bjørn Dæhlie                          | Finsko (FIN) · Mika Myllylä · Harri Kirvesniemi · Jari Räsänen · Jari Isometsä                    |
| ZOH 1998 Nagano                 | Norsko (NOR) · Sture Sivertsen · Erling Jevne · Bjørn Dæhlie · Thomas Alsgaard                         | Itálie (ITA) · Marco Albarello · Fulvio Valbusa · Fabio Maj · Silvio Fauner                              | Finsko (FIN) · Harri Kirvesniemi · Mika Myllylä · Sami Repo · Jari Isometsä                       |
| ZOH 2002 Salt Lake City         | Norsko (NOR) · Anders Aukland · Frode Estil · Kristen Skjeldal · Thomas Alsgaard                       | Itálie (ITA) · Fabio Maj · Giorgio Di Centa · Pietro Piller Cottrer · Cristian Zorzi                     | Německo (GER) · Jens Filbrich · Andreas Schlütter · Tobias Angerer · René Sommerfeldt             |
| ZOH 2006 Turín                  | Itálie (ITA) · Fulvio Valbusa · Giorgio Di Centa · Pietro Piller Cottrer · Cristian Zorzi              | Německo (GER) · Andreas Schlütter · Jens Filbrich · René Sommerfeldt · Tobias Angerer                    | Švédsko (SWE) · Mats Larsson · Johan Olsson · Anders Södergren · Mathias Fredriksson              |
| ZOH 2010 Vancouver              | Švédsko (SWE) · Daniel Richardsson · Johan Olsson · Anders Södergren · Marcus Hellner                  | Norsko (NOR) · Martin Johnsrud Sundby · Odd-Bjørn Hjelmeset · Lars Berger · Petter Northug               | Česko (CZE) · Martin Jakš · Lukáš Bauer · Jiří Magál · Martin Koukal                              |
| ZOH 2014 Soči                   | Švédsko (SWE) · Lars Nelson · Daniel Richardsson · Johan Olsson · Marcus Hellner                       | Rusko (RUS) · Dmitrij Japarov · Alexandr Bessměrtnych · Alexandr Legkov · Maxim Vylegžanin               | Francie (FRA) · Jean-Marc Gaillard · Maurice Manificat · Robin Duvillard · Ivan Perrillat Boiteux |
| ZOH 2018 Pchjongčchang          | Norsko (NOR) · Didrik Tønseth · Martin Johnsrud Sundby · Simen Hegstad Krüger · Johannes Høsflot Klæbo | Olympijští sportovci z Ruska (OAR) · Andrej Larkov · Alexandr Bolšunov · Alexej Červotkin · Denis Spicov | Francie (FRA) · Jean-Marc Gaillard · Maurice Manificat · Clément Parisse · Adrien Backscheider    |
| ZOH 2022 Peking                 | Sportovci ROV (ROC) · Alexej Červotkin · Alexandr Bolšunov · Denis Spicov · Sergej Usťugov             | Norsko (NOR) · Emil Iversen · Pål Golberg · Hans Christer Holund · Johannes Høsflot Klæbo                | Francie (FRA) · Richard Jouve · Hugo Lapalus · Clément Parisse · Maurice Manificat                |

### Skiatlon
| Rok                                        | Zlato                                                     | Stříbro                               | Bronz                                 |
| ------------------------------------------ | --------------------------------------------------------- | ------------------------------------- | ------------------------------------- |
| Stíhací závod 10 km klasicky a 15 km volně |                                                           |                                       |                                       |
| ZOH 1992 Albertville                       | Bjørn Dæhlie · Norsko (NOR)                               | Vegard Ulvang · Norsko (NOR)          | Giorgio Vanzetta · Itálie (ITA)       |
| ZOH 1994 Lillehammer                       | Bjørn Dæhlie · Norsko (NOR)                               | Vladimir Smirnov · Kazachstán (KAZ)   | Silvio Fauner · Itálie (ITA)          |
| ZOH 1998 Nagano                            | Thomas Alsgaard · Norsko (NOR)                            | Bjørn Dæhlie · Norsko (NOR)           | Vladimir Smirnov · Kazachstán (KAZ)   |
| Stíhací závod 10 km klasicky a 10 km volně |                                                           |                                       |                                       |
| ZOH 2002 Salt Lake City                    | Thomas Alsgaard · Norsko (NOR) Frode Estil · Norsko (NOR) | medaile neudělena                     | Per Elofsson · Švédsko (SWE)          |
| Skiatlon 15 km klasicky a 15 km volně      |                                                           |                                       |                                       |
| ZOH 2006 Turín                             | Jevgenij Dementěv · Rusko (RUS)                           | Frode Estil · Norsko (NOR)            | Pietro Piller Cottrer · Itálie (ITA)  |
| ZOH 2010 Vancouver                         | Marcus Hellner · Švédsko (SWE)                            | Tobias Angerer · Německo (GER)        | Johan Olsson · Švédsko (SWE)          |
| ZOH 2014 Soči                              | Dario Cologna · Švýcarsko (SUI)                           | Marcus Hellner · Švédsko (SWE)        | Martin Johnsrud Sundby · Norsko (NOR) |
| ZOH 2018 Pchjongčchang                     | Simen Hegstad Krüger · Norsko (NOR)                       | Martin Johnsrud Sundby · Norsko (NOR) | Hans Christer Holund · Norsko (NOR)   |
| ZOH 2022 Peking                            | Alexandr Bolšunov · Sportovci ROV (ROC)                   | Denis Spicov · Sportovci ROV (ROC)    | Iivo Niskanen · Finsko (FIN)          |

### Sprint jednotlivci
| Rok                     | Zlato                                 | Stříbro                               | Bronz                                                  |
| ----------------------- | ------------------------------------- | ------------------------------------- | ------------------------------------------------------ |
| ZOH 2002 Salt Lake City | Tor Arne Hetland · Norsko (NOR)       | Peter Schlickenrieder · Německo (GER) | Cristian Zorzi · Itálie (ITA)                          |
| ZOH 2006 Turín          | Björn Lind · Švédsko (SWE)            | Roddy Darragon · Francie (FRA)        | Thobias Fredriksson · Švédsko (SWE)                    |
| ZOH 2010 Vancouver      | Nikita Krjukov · Rusko (RUS)          | Alexandr Panžinskij · Rusko (RUS)     | Petter Northug · Norsko (NOR)                          |
| ZOH 2014 Soči           | Ola Vigen Hattestad · Norsko (NOR)    | Teodor Peterson · Švédsko (SWE)       | Emil Jönsson · Švédsko (SWE)                           |
| ZOH 2018 Pchjongčchang  | Johannes Høsflot Klæbo · Norsko (NOR) | Federico Pellegrino · Itálie (ITA)    | Alexandr Bolšunov · Olympijští sportovci z Ruska (OAR) |
| ZOH 2022 Peking         | Johannes Høsflot Klæbo · Norsko (NOR) | Federico Pellegrino · Itálie (ITA)    | Alexandr Terentěv · Sportovci ROV (ROC)                |

### Sprint dvojice
| Rok                    | Zlato                                                          | Stříbro                                                               | Bronz                                                       |
| ---------------------- | -------------------------------------------------------------- | --------------------------------------------------------------------- | ----------------------------------------------------------- |
| ZOH 2006 Turín         | Švédsko (SWE) · Thobias Fredriksson · Björn Lind               | Norsko (NOR) · Jens Arne Svartedal · Tor Arne Hetland                 | Rusko (RUS) · Ivan Alypov · Vasilij Ročev                   |
| ZOH 2010 Vancouver     | Norsko (NOR) · Øystein Pettersen · Petter Northug              | Německo (GER) · Tim Tscharnke · Axel Teichmann                        | Rusko (RUS) · Nikolaj Morilov · Alexej Petuchov             |
| ZOH 2014 Soči          | Finsko (FIN) · Iivo Niskanen · Sami Jauhojärvi                 | Rusko (RUS) · Maxim Vylegžanin · Nikita Krjukov                       | Švédsko (SWE) · Emil Jönsson · Teodor Peterson              |
| ZOH 2018 Pchjongčchang | Norsko (NOR) · Martin Johnsrud Sundby · Johannes Høsflot Klæbo | Olympijští sportovci z Ruska (OAR) · Denis Spicov · Alexandr Bolšunov | Francie (FRA) · Maurice Manificat · Richard Jouve           |
| ZOH 2022 Peking        | Norsko (NOR) · Erik Valnes · Johannes Høsflot Klæbo            | Finsko (FIN) · Iivo Niskanen · Joni Mäki                              | Sportovci ROV (ROC) · Alexandr Bolšunov · Alexandr Terentěv |

## Ženy

### Běh na 10 km (ženy)
| Rok                                                            | Zlato                                                     | Stříbro                                    | Bronz                                                               |
| -------------------------------------------------------------- | --------------------------------------------------------- | ------------------------------------------ | ------------------------------------------------------------------- |
| ZOH 1952 Oslo                                                  | Lydia Widemanová · Finsko (FIN)                           | Mirja Kyllikki Hietamiesová · Finsko (FIN) | Siiri Johanna Rantanenová · Finsko (FIN)                            |
| ZOH 1956 Cortina d'Ampezzo                                     | Ljubov Kozyrevová · Sovětský svaz (URS)                   | Raďja Jerošinová · Sovětský svaz (URS)     | Sonja Edströmová · Švédsko (SWE)                                    |
| ZOH 1960 Squaw Valley                                          | Marija Gusakovová · Sovětský svaz (URS)                   | Ljubov Kozyrevová · Sovětský svaz (URS)    | Raďja Jerošinová · Sovětský svaz (URS)                              |
| ZOH 1964 Innsbruck                                             | Klavdija Bojarskichová · Sovětský svaz (URS)              | Jevdokija Mekšilová · Sovětský svaz (URS)  | Marija Gusakovová · Sovětský svaz (URS)                             |
| ZOH 1968 Grenoble                                              | Toini Gustafssonová · Švédsko (SWE)                       | Berit Mørdreová · Norsko (NOR)             | Inger Auflesová · Norsko (NOR)                                      |
| ZOH 1972 Sapporo                                               | Galina Kulakovová · Sovětský svaz (URS)                   | Alevtina Oljuninová · Sovětský svaz (URS)  | Marjatta Kajosmaaová · Finsko (FIN)                                 |
| ZOH 1976 Innsbruck                                             | Raisa Smetaninová · Sovětský svaz (URS)                   | Helena Takalová · Finsko (FIN)             | Galina Kulakovová · Sovětský svaz (URS)                             |
| ZOH 1980 Lake Placid                                           | Barbara Petzoldová · Německá demokratická republika (GDR) | Hilkka Riihivuoriová · Finsko (FIN)        | Helena Takalová · Finsko (FIN)                                      |
| ZOH 1984 Sarajevo                                              | Marja-Liisa Kirvesniemiová · Finsko (FIN)                 | Raisa Smetaninová · Sovětský svaz (URS)    | Brit Pettersenová · Norsko (NOR)                                    |
| ZOH 1988 Calgary                                               | Vida Vencienėová · Sovětský svaz (URS)                    | Raisa Smetaninová · Sovětský svaz (URS)    | Marjo Matikainenová-Kallströmová · Finsko (FIN)                     |
| V letech 1992 až 1998 nezařazeno do programu olympijských her. |                                                           |                                            |                                                                     |
| ZOH 2002 Salt Lake City                                        | Bente Skariová · Norsko (NOR)                             | Julija Čepalovová · Rusko (RUS)            | Stefania Belmondová · Itálie (ITA)                                  |
| ZOH 2006 Turín                                                 | Kristina Šmigunová · Estonsko (EST)                       | Marit Bjørgenová · Norsko (NOR)            | Hilde Gjermundshaugová-Pedersenová · Norsko (NOR)                   |
| ZOH 2010 Vancouver                                             | Charlotte Kallaová · Švédsko (SWE)                        | Kristina Šmigunová · Estonsko (EST)        | Marit Bjørgenová · Norsko (NOR)                                     |
| ZOH 2014 Soči                                                  | Justyna Kowalczyková · Polsko (POL)                       | Charlotte Kallaová · Švédsko (SWE)         | Therese Johaugová · Norsko (NOR)                                    |
| ZOH 2018 Pchjongčchang                                         | Ragnhild Hagaová · Norsko (NOR)                           | Charlotte Kallaová · Švédsko (SWE)         | Marit Bjørgenová · Norsko (NOR) Krista Pärmäkoskiová · Finsko (FIN) |
| ZOH 2022 Peking                                                | Therese Johaugová · Norsko (NOR)                          | Kerttu Niskanenová · Finsko (FIN)          | Krista Pärmäkoskiová · Finsko (FIN)                                 |

### Běh na 20 a 30 km (ženy)
| Rok                     | Zlato                                     | Stříbro                                           | Bronz                                     |
| ----------------------- | ----------------------------------------- | ------------------------------------------------- | ----------------------------------------- |
| 20 kilometrů            |                                           |                                                   |                                           |
| ZOH 1984 Sarajevo       | Marja-Liisa Kirvesniemiová · Finsko (FIN) | Raisa Smetaninová · Sovětský svaz (URS)           | Anne Jahrenová · Norsko (NOR)             |
| ZOH 1988 Calgary        | Tamara Tichonovová · Sovětský svaz (URS)  | Anfisa Rezcovová · Sovětský svaz (URS)            | Raisa Smetaninová · Sovětský svaz (URS)   |
| 30 kilometrů            |                                           |                                                   |                                           |
| ZOH 1992 Albertville    | Stefania Belmondová · Itálie (ITA)        | Ljubov Jegorovová · Sjednocený tým (EUN)          | Jelena Välbeová · Sjednocený tým (EUN)    |
| ZOH 1994 Lillehammer    | Manuela Di Centaová · Itálie (ITA)        | Marit Woldová · Norsko (NOR)                      | Marja-Liisa Kirvesniemiová · Finsko (FIN) |
| ZOH 1998 Nagano         | Julija Čepalovová · Rusko (RUS)           | Stefania Belmondová · Itálie (ITA)                | Larisa Lazutinová · Rusko (RUS)           |
| ZOH 2002 Salt Lake City | Gabriella Paruzziová · Itálie (ITA)       | Stefania Belmondová · Itálie (ITA)                | Bente Skariová · Norsko (NOR)             |
| ZOH 2006 Turín          | Kateřina Neumannová · Česko (CZE)         | Julija Čepalovová · Rusko (RUS)                   | Justyna Kowalczyková · Polsko (POL)       |
| ZOH 2010 Vancouver      | Justyna Kowalczyková · Polsko (POL)       | Marit Bjørgenová · Norsko (NOR)                   | Aino-Kaisa Saarinenová · Finsko (FIN)     |
| ZOH 2014 Soči           | Marit Bjørgenová · Norsko (NOR)           | Therese Johaugová · Norsko (NOR)                  | Kristin Størmer Steiraová · Norsko (NOR)  |
| ZOH 2018 Pchjongčchang  | Marit Bjørgenová · Norsko (NOR)           | Krista Pärmäkoskiová · Finsko (FIN)               | Stina Nilssonová · Švédsko (SWE)          |
| ZOH 2022 Peking         | Therese Johaugová · Norsko (NOR)          | Jessica Digginsová · Spojené státy americké (USA) | Kerttu Niskanenová · Finsko (FIN)         |

### Štafeta 3 × 5 km a 4 × 5 km (ženy)
| Rok                        | Zlato | Stříbro                                                                                                  | Bronz |
| -------------------------- | --- | --- | --- |
| Štafeta 3 × 5 km           | | | |
| ZOH 1956 Cortina d'Ampezzo | Finsko (FIN) · Sirkka Polkunenová · Mirja Hietamiesová · Siiri Rantanenová                                              | Sovětský svaz (URS) · Ljubov Kozyrevová · Alevtina Kolčinová · Raďja Jerošinová                          | Švédsko (SWE) · Irma Johanssonová · Anna-Lisa Erikssonová · Sonja Edströmová                                               |
| ZOH 1960 Squaw Valley      | Švédsko (SWE) · Irma Johanssonová · Britt Strandbergová · Sonja Edströmová                                              | Sovětský svaz (URS) · Ljubov Kozyrevová · Marija Gusakovová · Raďja Jerošinová                           | Finsko (FIN) · Siiri Rantanenová · Eeva Ruoppaová · Toini Pöystiová                                                        |
| ZOH 1964 Innsbruck         | Sovětský svaz (URS) · Alevtina Kolčinová · Jevdokija Mekšilová · Klavdija Bojarskichová                                 | Švédsko (SWE) · Barbro Martinsson · Britt Strandberg · Toini Gustafssonová                               | Finsko (FIN) · Senja Pusula · Toini Pöysti · Mirja Lehtonen                                                                |
| ZOH 1968 Grenoble          | Norsko (NOR) · Inger Auflesová · Babben Engerová-Damonová · Berit Mørdreová                                             | Švédsko (SWE) · Britt Strandbergová · Toini Gustafssonová · Barbro Martinssonová                         | Sovětský svaz (URS) · Alevtina Kolčinová · Rita Ačkinová · Galina Kulakovová                                               |
| ZOH 1972 Sapporo           | Sovětský svaz (URS) · Ljubov Muchačovová · Alevtina Oljuninová · Galina Kulakovová                                      | Finsko (FIN) · Helena Takalová · Hilkka Riihivuoriová · Marjatta Kajosmaaová                             | Norsko (NOR) · Inger Auflesová · Åslaug Dahlová · Berit Mørdreová                                                          |
| Štafeta 4 × 5 km           | | | |
| ZOH 1976 Innsbruck         | Sovětský svaz (URS) · Nina Fjodorovová · Zinaida Amosovová · Raisa Smetaninová · Galina Kulakovová                      | Finsko (FIN) · Liisa Suihkonenová · Marjatta Kajosmaaová · Hilkka Riihivuoriová · Helena Takalová        | Německá demokratická republika (GDR) · Monika Debertshäuserová · Sigrun Krauseová · Barbara Petzoldová · Veronika Hesseová |
| ZOH 1980 Lake Placid       | Německá demokratická republika (GDR) · Marlies Rostocková · Carola Andingová · Veronika Schmidtová · Barbara Petzoldová | Sovětský svaz (URS) · Nina Fjodorovová · Nina Ročevová · Galina Kulakovová · Raisa Smetaninová           | Norsko (NOR) · Brit Pettersenová · Anette Bøe · Marit Myrmælová · Berit Aunliová                                           |
| ZOH 1984 Sarajevo          | Norsko (NOR) · Inger Helene Nybråtenová · Anne Jahrenová · Brit Pettersenová · Berit Aunliová                           | Československo (TCH) · Dagmar Švubová · Blanka Paulů · Gabriela Svobodová · Květa Jeriová                | Finsko (FIN) · Pirkko Määttä · Eija Hyytiäinenová · Marjo Matikainenová-Kallströmová · Marja-Liisa Kirvesniemiová          |
| ZOH 1988 Calgary           | Sovětský svaz (URS) · Světlana Nagejkinová · Nina Gavriljuková · Tamara Tichonovová · Anfisa Rezcovová                  | Norsko (NOR) · Trude Dybendahlová · Marit Woldová · Anne Jahrenová · Marianne Dahlmová                   | Finsko (FIN) · Pirkko Määttä · Marja-Liisa Kirvesniemiová · Marjo Matikainenová-Kallströmová · Jaana Savolainenová         |
| ZOH 1992 Albertville       | Sjednocený tým (EUN) · Jelena Välbeová · Raisa Smetaninová · Larisa Lazutinová · Ljubov Jegorovová                      | Norsko (NOR) · Solveig Pedersenová · Inger Helene Nybråtenová · Trude Dybendahlová · Elin Nilsenová      | Itálie (ITA) · Bice Vanzettaová · Manuela Di Centaová · Gabriella Paruzziová · Stefania Belmondová                         |
| ZOH 1994 Lillehammer       | Rusko (RUS) · Jelena Välbeová · Larisa Lazutinová · Nina Gavriljuková · Ljubov Jegorovová                               | Norsko (NOR) · Trude Dybendahlová · Inger Helene Nybråtenová · Elin Nilsenová · Anita Moenová            | Itálie (ITA) · Bice Vanzettaová · Manuela Di Centaová · Gabriella Paruzziová · Stefania Belmondová                         |
| ZOH 1998 Nagano            | Rusko (RUS) · Nina Gavriljuková · Olga Danilovová · Jelena Välbeová · Larisa Lazutinová                                 | Norsko (NOR) · Bente Martinsenová · Marit Mikkelsplassová · Elin Nilsenová · Anita Moenová-Guidonová     | Itálie (ITA) · Karin Moroderová · Gabriella Paruzziová · Manuela Di Centaová · Stefania Belmondová                         |
| ZOH 2002 Salt Lake City    | Německo (GER) · Manuela Henkelová · Viola Bauerová · Claudia Künzelová · Evi Sachenbacherová-Stehleová                  | Norsko (NOR) · Marit Bjørgenová · Bente Skariová · Hilde Gjermundshaugová-Pedersenová · Anita Moenová    | Švýcarsko (SUI) · Andrea Huberová · Laurence Rochatová · Brigitte Albrechtová-Loretanová · Natascia Leonardi Cortesiová    |
| ZOH 2006 Turín             | Rusko (RUS) · Natalia Baranová · Larisa Kurkinová · Julija Čepalovová · Jevgenija Medveděvová                           | Německo (GER) · Stefanie Böhlerová · Viola Bauerová · Evi Sachenbacherová-Stehleová · Claudia Künzelová  | Itálie (ITA) · Arianna Follisová · Gabriella Paruzziová · Antonella Confortolaová · Sabina Valbusaová                      |
| ZOH 2010 Vancouver         | Norsko (NOR) · Vibeke Skofterudová · Therese Johaugová · Kristin Størmer Steiraová · Marit Bjørgenová                   | Německo (GER) · Katrin Zellerová · Evi Sachenbacherová-Stehleová · Miriam Gössnerová · Claudia Nystadová | Finsko (FIN) · Pirjo Muranenová · Virpi Kuitunenová · Riitta-Liisa Roponenová · Aino-Kaisa Saarinenová                     |
| ZOH 2014 Soči              | Švédsko (SWE) · Anna Haagová · Ida Ingemarsdotter · Charlotte Kallaová · Emma Wikénová                                  | Finsko (FIN) · Anne Kyllönenová · Krista Pärmäkoskiová · Kerttu Niskanenová · Aino-Kaisa Saarinenová     | Německo (GER) · Stefanie Böhlerová · Nicole Fesselová · Denise Herrmannová · Claudia Nystadová                             |
| ZOH 2018 Pchjongčchang     | Norsko (NOR) · Ingvild Flugstadová Østbergová · Astrid Uhrenholdtová Jacobsenová · Ragnhild Hagaová · Marit Bjørgenová  | Švédsko (SWE) · Anna Haagová · Charlotte Kallaová · Ebba Anderssonová · Stina Nilssonová                 | Olympijští sportovci z Ruska (OAR) · Natalja Něprjajevová · Julija Bělorukovová · Anastasia Sedovová · Anna Nečajevská     |
| ZOH 2022 Peking            | Sportovci ROV (ROC) · Julija Stupaková · Natalja Něprjajevová · Taťjana Sorinová · Veronika Stěpanovová                 | Německo (GER) · Katherine Sauerbreyová · Katharina Hennigová · Victoria Carlová · Sofie Krehlová         | Švédsko (SWE) · Maja Dahlqvistová · Ebba Anderssonová · Frida Karlssonová · Jonna Sundlingová                              |

### Skiatlon (ženy)
| Rok                                            | Zlato                                    | Stříbro                                    | Bronz                                  |
| ---------------------------------------------- | ---------------------------------------- | ------------------------------------------ | -------------------------------------- |
| Stíhací závod 5 km klasicky a 10 km volně      |                                          |                                            |                                        |
| ZOH 1992 Albertville                           | Ljubov Jegorovová · Sjednocený tým (EUN) | Stefania Belmondová · Itálie (ITA)         | Jelena Välbeová · Sjednocený tým (EUN) |
| ZOH 1994 Lillehammer                           | Ljubov Jegorovová · Rusko (RUS)          | Manuela Di Centaová · Itálie (ITA)         | Stefania Belmondová · Itálie (ITA)     |
| ZOH 1998 Nagano                                | Larisa Lazutinová · Rusko (RUS)          | Olga Danilovová · Rusko (RUS)              | Kateřina Neumannová · Česko (CZE)      |
| Stíhací závod 5 km klasicky a 5 km volně       |                                          |                                            |                                        |
| ZOH 2002 Salt Lake City                        | Beckie Scottová · Kanada (CAN)           | Kateřina Neumannová · Česko (CZE)          | Viola Bauerová · Německo (GER)         |
| Skiathlon závod 7,5 km klasicky a 7,5 km volně |                                          |                                            |                                        |
| ZOH 2006 Turín                                 | Kristina Šmigunová · Estonsko (EST)      | Kateřina Neumannová · Česko (CZE)          | Jevgenija Medveděvová · Rusko (RUS)    |
| ZOH 2010 Vancouver                             | Marit Bjørgenová · Norsko (NOR)          | Anna Haagová · Švédsko (SWE)               | Justyna Kowalczyková · Polsko (POL)    |
| ZOH 2014 Soči                                  | Marit Bjørgenová · Norsko (NOR)          | Charlotte Kallaová · Švédsko (SWE)         | Heidi Wengová · Norsko (NOR)           |
| ZOH 2018 Pchjongčchang                         | Charlotte Kallaová · Švédsko (SWE)       | Marit Bjørgenová · Norsko (NOR)            | Krista Pärmäkoskiová · Finsko (FIN)    |
| ZOH 2022 Peking                                | Therese Johaugová · Norsko (NOR)         | Natalja Něprjajevová · Sportovci ROV (ROC) | Teresa Stadloberová · Rakousko (AUT)   |

### Sprint jednotlivkyně (ženy)
| Rok                     | Zlato                                       | Stříbro                                       | Bronz                                                    |
| ----------------------- | ------------------------------------------- | --------------------------------------------- | -------------------------------------------------------- |
| ZOH 2002 Salt Lake City | Julija Čepalovová · Rusko (RUS)             | Evi Sachenbacherová · Německo (GER)           | Anita Moenová · Norsko (NOR)                             |
| ZOH 2006 Turín          | Chandra Crawfordová · Kanada (CAN)          | Claudia Künzelová · Německo (GER)             | Aljona Sidková · Rusko (RUS)                             |
| ZOH 2010 Vancouver      | Marit Bjørgenová · Norsko (NOR)             | Justyna Kowalczyková · Polsko (POL)           | Petra Majdičová · Slovinsko (SLO)                        |
| ZOH 2014 Soči           | Maiken Caspersenová Fallaová · Norsko (NOR) | Ingvild Flugstadová Østbergová · Norsko (NOR) | Vesna Fabjanová · Slovinsko (SLO)                        |
| ZOH 2018 Pchjongčchang  | Stina Nilssonová · Švédsko (SWE)            | Maiken Caspersenová Fallaová · Norsko (NOR)   | Julija Bělorukovová · Olympijští sportovci z Ruska (OAR) |
| ZOH 2022 Peking         | Jonna Sundlingová · Švédsko (SWE)           | Maja Dahlqvistová · Švédsko (SWE)             | Jessica Digginsová · Spojené státy americké (USA)        |

### Sprint dvojice (ženy)
| Rok                    | Zlato                                                                 | Stříbro                                                    | Bronz                                                          |
| ---------------------- | --------------------------------------------------------------------- | ---------------------------------------------------------- | -------------------------------------------------------------- |
| ZOH 2006 Turín         | Švédsko (SWE) · Lina Anderssonová · Anna Dahlbergová                  | Kanada (CAN) · Sara Rennerová · Beckie Scottová            | Finsko (FIN) · Aino-Kaisa Saarinenová · Virpi Kuitunenová      |
| ZOH 2010 Vancouver     | Německo (GER) · Evi Sachenbacherová · Claudia Nystadová               | Švédsko (SWE) · Charlotte Kallaová · Anna Haagová          | Rusko (RUS) · Irina Chazovová · Natalija Korosteljovová        |
| ZOH 2014 Soči          | Norsko (NOR) · Ingvild Flugstadová Østbergová · Marit Bjørgenová      | Finsko (FIN) · Aino-Kaisa Saarinenová · Kerttu Niskanenová | Švédsko (SWE) · Ida Ingemarsdotter · Stina Nilssonová          |
| ZOH 2018 Pchjongčchang | Spojené státy americké (USA) · Kikkan Randallová · Jessica Digginsová | Švédsko (SWE) · Charlotte Kallaová · Stina Nilssonová      | Norsko (NOR) · Marit Bjørgenová · Maiken Caspersenová Fallaová |
| ZOH 2022 Peking        | Německo (GER) · Katharina Hennigová · Victoria Carlová                | Švédsko (SWE) · Maja Dahlqvistová · Jonna Sundlingová      | Sportovci ROV (ROC) · Julija Stupaková · Natalja Něprjajevová  |

## Vyřazené disciplíny

### Běh na 10 km (muži)
| Rok                  | Zlato                        | Stříbro                             | Bronz                            |
| -------------------- | ---------------------------- | ----------------------------------- | -------------------------------- |
| ZOH 1992 Albertville | Vegard Ulvang · Norsko (NOR) | Marco Albarello · Itálie (ITA)      | Christer Majbäck · Švédsko (SWE) |
| ZOH 1994 Lillehammer | Bjørn Dæhlie · Norsko (NOR)  | Vladimir Smirnov · Kazachstán (KAZ) | Marco Albarello · Itálie (ITA)   |
| ZOH 1998 Nagano      | Bjørn Dæhlie · Norsko (NOR)  | Markus Gandler · Rakousko (AUT)     | Mika Myllylä · Finsko (FIN)      |

### Běh na 30 km (muži)
| Rok                        | Zlato                                   | Stříbro                                  | Bronz                                  |
| -------------------------- | --------------------------------------- | ---------------------------------------- | -------------------------------------- |
| ZOH 1956 Cortina d'Ampezzo | Veikko Hakulinen · Finsko (FIN)         | Sixten Jernberg · Švédsko (SWE)          | Pavel Kolčin · Sovětský svaz (URS)     |
| ZOH 1960 Squaw Valley      | Sixten Jernberg · Švédsko (SWE)         | Rolf Rämgård · Švédsko (SWE)             | Nikolaj Anikin · Sovětský svaz (URS)   |
| ZOH 1964 Innsbruck         | Eero Mäntyranta · Finsko (FIN)          | Harald Grønningen · Norsko (NOR)         | Igor Vorončichin · Sovětský svaz (URS) |
| ZOH 1968 Grenoble          | Franco Nones · Itálie (ITA)             | Odd Martinsen · Norsko (NOR)             | Eero Mäntyranta · Finsko (FIN)         |
| ZOH 1972 Sapporo           | Vjačeslav Vedenin · Sovětský svaz (URS) | Pål Tyldum · Norsko (NOR)                | Johannes Harviken · Norsko (NOR)       |
| ZOH 1976 Innsbruck         | Sergej Saveljev · Sovětský svaz (URS)   | Bill Koch · Spojené státy americké (USA) | Ivan Garanin · Sovětský svaz (URS)     |
| ZOH 1980 Lake Placid       | Nikolaj Zimjatov · Sovětský svaz (URS)  | Vasilij Ročev · Sovětský svaz (URS)      | Ivan Lebanov · Bulharsko (BUL)         |
| ZOH 1984 Sarajevo          | Nikolaj Zimjatov · Sovětský svaz (URS)  | Alexandr Zavjalov · Sovětský svaz (URS)  | Gunde Svan · Švédsko (SWE)             |
| ZOH 1988 Calgary           | Alexej Prokurorov · Sovětský svaz (URS) | Vladimir Smirnov · Sovětský svaz (URS)   | Vegard Ulvang · Norsko (NOR)           |
| ZOH 1992 Albertville       | Vegard Ulvang · Norsko (NOR)            | Bjørn Dæhlie · Norsko (NOR)              | Terje Langli · Norsko (NOR)            |
| ZOH 1994 Lillehammer       | Thomas Alsgaard · Norsko (NOR)          | Bjørn Dæhlie · Norsko (NOR)              | Mika Myllylä · Finsko (FIN)            |
| ZOH 1998 Nagano            | Mika Myllylä · Finsko (FIN)             | Erling Jevne · Norsko (NOR)              | Silvio Fauner · Itálie (ITA)           |
| ZOH 2002 Salt Lake City    | Christian Hoffmann · Rakousko (AUT)     | Michail Botvinov · Rakousko (AUT)        | Kristen Skjeldal · Norsko (NOR)        |

### Běh na 5 km (ženy)
| Rok                  | Zlato                                           | Stříbro                                  | Bronz                                     |
| -------------------- | ----------------------------------------------- | ---------------------------------------- | ----------------------------------------- |
| ZOH 1964 Innsbruck   | Klavdija Bojarskichová · Sovětský svaz (URS)    | Mirja Lehtonenová · Finsko (FIN)         | Alevtina Kolčinová · Sovětský svaz (URS)  |
| ZOH 1968 Grenoble    | Toini Gustafssonová · Švédsko (SWE)             | Galina Kulakovová · Sovětský svaz (URS)  | Alevtina Kolčinová · Sovětský svaz (URS)  |
| ZOH 1972 Sapporo     | Galina Kulakovová · Sovětský svaz (URS)         | Marjatta Kajosmaaová · Finsko (FIN)      | Helena Šikolová · Československo (TCH)    |
| ZOH 1976 Innsbruck   | Helena Takalová · Finsko (FIN)                  | Raisa Smetaninová · Sovětský svaz (URS)  | Nina Baldyčevová · Sovětský svaz (URS)    |
| ZOH 1980 Lake Placid | Raisa Smetaninová · Sovětský svaz (URS)         | Hilkka Riihivuoriová · Finsko (FIN)      | Květa Jeriová · Československo (TCH)      |
| ZOH 1984 Sarajevo    | Marja-Liisa Kirvesniemiová · Finsko (FIN)       | Berit Aunliová · Norsko (NOR)            | Květa Jeriová · Československo (TCH)      |
| ZOH 1988 Calgary     | Marjo Matikainenová-Kallströmová · Finsko (FIN) | Tamara Tichonovová · Sovětský svaz (URS) | Vida Vencienėová · Sovětský svaz (URS)    |
| ZOH 1992 Albertville | Marjut Roligová · Finsko (FIN)                  | Ljubov Jegorovová · Sjednocený tým (EUN) | Jelena Välbeová · Sjednocený tým (EUN)    |
| ZOH 1994 Lillehammer | Ljubov Jegorovová · Rusko (RUS)                 | Manuela Di Centaová · Itálie (ITA)       | Marja-Liisa Kirvesniemiová · Finsko (FIN) |
| ZOH 1998 Nagano      | Larisa Lazutinová · Rusko (RUS)                 | Kateřina Neumannová · Česko (CZE)        | Bente Martinsenová · Norsko (NOR)         |

### Běh na 15 km (ženy)
| Rok                     | Zlato                                    | Stříbro                           | Bronz                                  |
| ----------------------- | ---------------------------------------- | --------------------------------- | -------------------------------------- |
| ZOH 1992 Albertville    | Ljubov Jegorovová · Sjednocený tým (EUN) | Marjut Roligová · Finsko (FIN)    | Jelena Välbeová · Sjednocený tým (EUN) |
| ZOH 1994 Lillehammer    | Manuela Di Centaová · Itálie (ITA)       | Ljubov Jegorovová · Rusko (RUS)   | Nina Gavriljuková · Rusko (RUS)        |
| ZOH 1998 Nagano         | Olga Danilovová · Rusko (RUS)            | Larisa Lazutinová · Rusko (RUS)   | Anita Moenová-Guidonová · Norsko (NOR) |
| ZOH 2002 Salt Lake City | Stefania Belmondová · Itálie (ITA)       | Kateřina Neumannová · Česko (CZE) | Julija Čepalovová · Rusko (RUS)        |